# Gregor Gleiwitz
Gregor Gleiwitz (* 1977 in Gleiwitz) ist ein deutscher Maler.

## Leben und Werk
Gregor Gleiwitz studierte an der Kunsthochschule Mainz sowie an der Kunstakademie Münster, wo er als Meisterschüler von Mechthild Frisch abschloss.
2012 wurden Werke von Gleiwitz in der Ausstellung „MADE IN GERMANY ZWEI – Internationale Kunst in Deutschland“ im Sprengel Museum Hannover und im Kunstverein Hannover gezeigt. Er wird seit 2016 von der Düsseldorfer Galerie SETAREH vertreten. 2019 und 2020 war Gleiwitz Teil der Ausstellungsreihe „Jetzt! Junge Malerei in Deutschland“ im Kunstmuseum Bonn, Museum Wiesbaden, Kunstsammlungen Chemnitz – Museum Gunzenhauser und in den Deichtorhallen Hamburg.
Seine Arbeiten eröffnen eine Bildwelt zwischen Figurativem und Ungegenständlichem. Bei ihrer Betrachtung geht es weniger um konkrete Gegenstandswahrnehmung als um ein vom Zwang zum Erkennen befreites Sehen. Er lebt und arbeitet in Berlin.

## Ausstellungen (Auswahl)
- 2011: New Media Perspective, Organhaus, Chongqing, China
- 2012: Malerei 2012 (Painting 2012), Kunstmuseum Gelsenkirchen
- 2012: Made in Germany Zwei. Internationale Kunst in Deutschland, Sprengel Museum, Kunstverein Hannover
- 2013: transection/hello, Palagkas Temporary, London
- 2016: Gregor Gleiwitz. Obhut (Sanctuary), SETAREH, Düsseldorf (Einzelausstellung)[7]
- 2017: By the River, Acme, Los Angeles, USA[8]
- 2017: On the brink of the eye, NAMproject, Milan (Einzelausstellung)[9]
- 2018: Glass Tambourine, Guggenheim Gallery at Chapman University, Orange, Kalifornien[10]
- 2019: Gregor Gleiwitz. MONSTERA — I’M SITTING ON THE EDGE OF MY EYE, SETAREH, Düsseldorf (Einzelausstellung)[11]
- 2019: Jetzt! Junge Malerei in Deutschland, Kunstmuseum Bonn[12], Museum Wiesbaden[13] und Kunstsammlungen Chemnitz – Museum Gunzenhauser[14]
- 2020: Jetzt! Junge Malerei in Deutschland, Deichtorhallen, Hamburg[15]

## Auszeichnungen
- 2008: Cité Internationale, Paris
- 2011: Chongqing International Artists Workshop, Goethe-Institut China
- 2013: Lukas Ahrenshoop-Stipendium, DE
- 2015: Artist in Residence, Arts Institute Guangxi, Nanning, CHN

## Öffentliche Sammlungen
- Museum Kunstpalast, Düsseldorf
- Kunstmuseum Bonn, Bonn
- Sammlung Philara, Düsseldorf